# GAUZE-62045-
『GAUZE-62045-』 （ガーゼ・62045）は、Dir en greyのPV集。1999年11月17日にVHS、2000年4月19日にDVDが発売。

## 解説
- 1999年7月28日に発売されたDir en greyのメジャー1stアルバム『GAUZE』に収録されている13曲全てのPVが収録されている。

## 収録曲
1. GAUZE -mode of adam-
オープニングインスト曲
2. Schweinの椅子
3. ゆらめき
3枚同時発売1stシングルの一つ。ロケ地はイタリアの教会。
4. raison detre
メンバーと全裸の女性の絡みが見られる。
5. 304号室、白死の桜
廃墟の病院のような舞台で、メンバー全員が白衣で出演。
6. Cage
4thシングル。グロテスクな内容の物となっている。
PVの女性が手にしているのは赤子の心臓。
7. 蜜と唾
8. mazohyst of decadence
人工妊娠中絶がテーマになっているためメジャー流通に規制がかかり検閲された。
無修正バージョンは、2005年発売のPV集『AVERAGE PSYCHO』に収録されている。
9. 予感
5thシングル。『ポップジャム』に出演した際、京が爆笑問題に「この衣装は、僕と僕の母親とで作りました。」と冗談を語っていた。
10. MASK
ライブ映像をベースにモノクロの映像や写真、新聞記事などが羅列された内容となっている。
11. 残-ZAN-
2ndシングル。グロテスクな為、報道規制がかかっている。
12. アクロの丘
3rdシングル。撮影地はゆらめきと同じくイタリアで行われた。
13. GAUZE -mode of eve-
エンディングインスト曲